# 白塔乡
白塔乡是中国福建省福州市罗源县下辖的一个乡。地处罗源县中南部
1966

## 行政区划
白塔乡下辖以下地区：
凤坂村、旺岩村、钟下村、百丈村、梅洋村、长基村、应德村、赤岭村、石别村、大项村、九溪村、小云村、白塔村、南洋村和塔里村。